# فوق روان‌کننده
فوق روان‌کننده‌ها (SPs ) که به عنوان کاهنده قوی آب نیز شناخته می‌شوند، افزودنی‌هایی هستند که در ساخت بتن با مقاومت بالا استفاده می‌شوند. روان‌کننده‌ها ترکیبات شیمیایی هستند که امکان تولید بتن را با تقریباً ۱۵ درصد آب کمتر فراهم می‌کنند. فوق روان‌کننده‌ها امکان کاهش مقدار آب را تا ۳۰ درصد یا بیشتر فراهم می‌کنند. این افزودنی‌ها به صورت درصد وزنی به کار می‌روند. روان‌کننده‌ها و فوق روان‌کننده‌ها عمل آوری بتن را به تأخیر می‌اندازند.
به‌طور کلی، فوق روان‌کننده‌ها را می‌توان به این صورت دسته‌بندی کرد: لیگنو سولفونات‌های خالص، پلیمرهای مصنوعی کربوکسیلات، پلیمرهای مصنوعی سولفونه‌شده و پلیمرهای مصنوعی بر پایه مواد سیمانی با عملکرد مخلوط.
فوق روان‌کننده‌ها به منظور پراکندگی بهتر ذرات معلق مورد استفاده قرار می‌گیرند تا خاصیت جریان پذیری (رئولوژی) مخلوط را بهبود بخشند و به عنوان مثال در بتن کاربرد دارند. اضافه کردن این مواد به بتن یا ملات امکان کاهش نسبت آب به سیمان بدون اثر منفی بر کارایی مخلوط و امکان تولید بتن‌های خود متراکم و باعملکرد بالا را فراهم می‌کند. این مواد موجب بهبود در فرایند سخت شدگی ملات می‌شود. مقاومت بتن با کاهش نسبت آب به سیمان، افزایش می‌یابد.
افزودن فوق روان‌کننده‌ها در کامیون در حین حمل و نقل یک پیشرفت نسبتاً مدرن در این صنعت است. مواد افزودنی اضافه شده در زمان حمل بتن چنانچه سیستم‌های خودکار مدیریت اسلامپ بتن، مانند صحت سنجی وجود داشته باشد، به تولیدکنندگان بتن اجازه می‌دهد اسلامپ را تا زمان تخلیه بدون کاهش کیفیت بتن حفظ کنند.
رزین آلفا
پلی‌کربوکسیلات اتر (PCE) یک نوع پیشرفته از فوق‌روان‌کننده‌های بتن است که به‌دلیل ساختار مولکولی منحصربه‌فرد و عملکرد برتر، جایگزین روان‌کننده‌های سنتی شده است.

## ویژگی‌های اصلی

### ساختار مولکولی
ستون فقرات پلیمری با گروه‌های کربوکسیلیک اسید و زنجیره‌های اتری جانبی

### مکانیسم عمل
دافعه الکترواستاتیک و فضایی بین ذرات سیمان

### کاهش آب
تا 40% بدون کاهش کارایی بتن

## مزایا
- کنترل دقیق زمان گیرش بتن
- سازگاری بهتر با انواع سیمان و مواد افزودنی
- هوازایی کم‌تر نسبت به روان‌کننده‌های سنتی
- پایداری در دمای بالا
- کاهش جمع‌شدگی و ترک‌خوردگی

## کاربردها
| نوع بتن            | کاربرد                  |
| ------------------ | ----------------------- |
| بتن خودتراکم (SCC) | قطعات با آرماتور فشرده  |
| بتن‌های UHPC        | سازه‌های خاص مانند پل‌ها  |
| بتن پیش‌ساخته       | نیاز به قالب‌برداری سریع |

## مقایسه با روان‌کننده‌های سنتی
| ویژگی   | PCE    | SNF/SMF |
| ------- | ------ | ------- |
| کاهش آب | تا 40% | 25-30%  |
| هوازایی | کم     | متوسط   |
| هزینه   | بالاتر | پایین‌تر |

</body>
</html>

## سازوکار

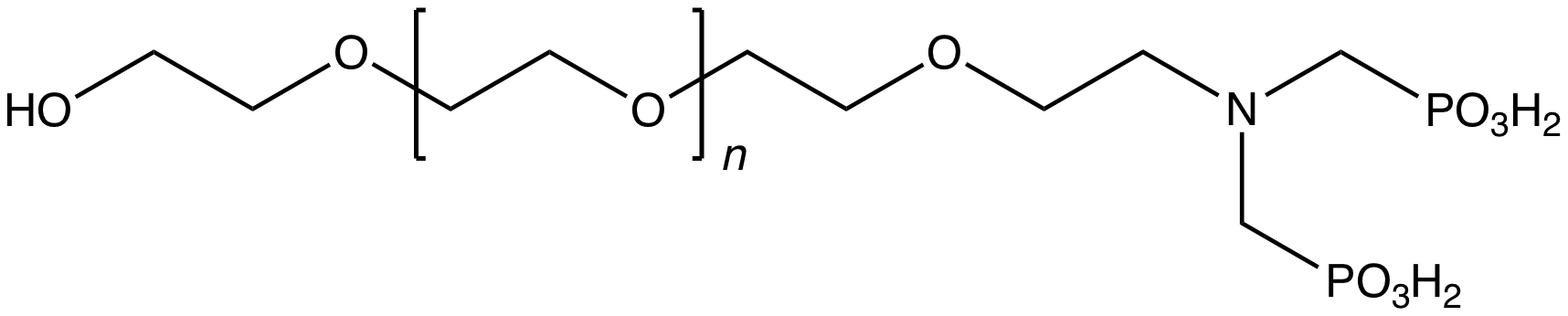
پلی اترهای پایان یافته با اسید فسفونیک فوق روان‌کننده‌های مؤثری هستند.

روان‌کننده‌های سنتی عموماً، نمک‌های سدیم لیگنوسولفونات هستند. فوق روان‌کننده‌ها پلیمرهای مصنوعی هستند. ترکیباتی که به عنوان فوق روان‌کننده عموماً استفاده می‌شوند عبارتند از میعانات نفتالین فرمالدئید سولفونه، میعانات ملامین فرمالدئید سولفونه، میعانات استون فرمالدئید و اترهای پلی کربوکسیلات. ملامینه یا نفتالین سولفونات‌های با ساختار متقاطع (Cross-Linked) که به ترتیب PMS (پلی ملامین سولفونات) و PNS (پلی نفتالین سولفونات) نامیده می‌شوند، توضیح دهنده هستند. آنها با ساختار متقاطع مونومرهای سولفونه شده با استفاده از فرمالدئید یا با سولفونه کردن پلیمرهای شبکه ای مربوط تهیه می‌شوند.

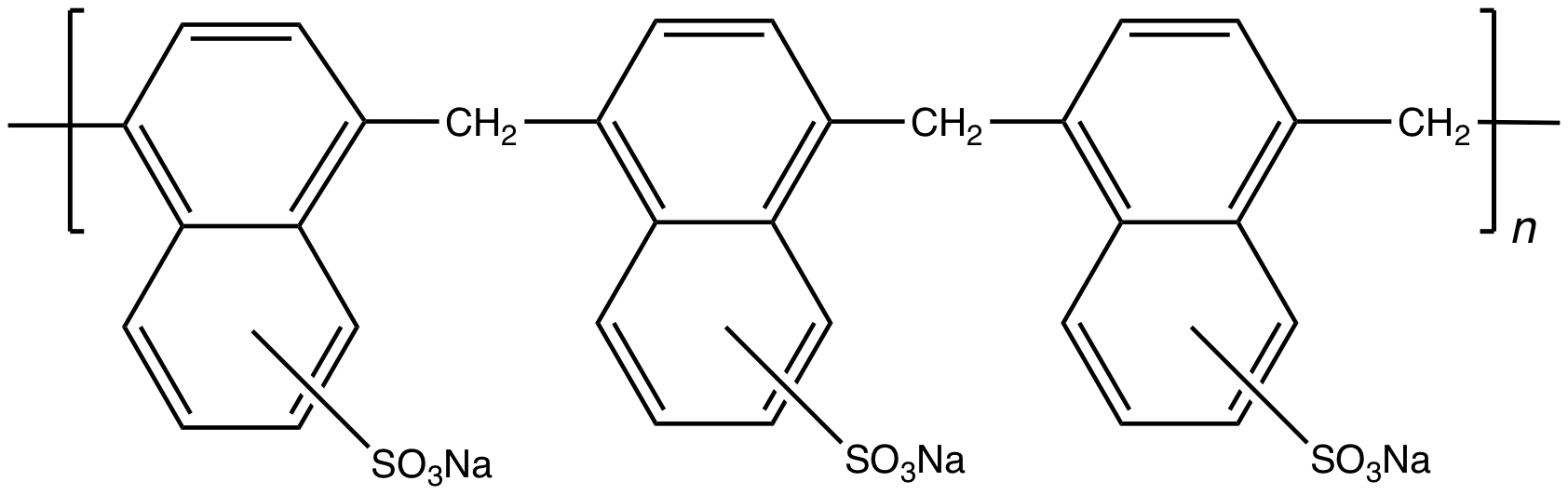
ساختار ایده‌آل پلیمر نفتالین سولفونات / فرمالدئید که به عنوان فوق روان‌کننده استفاده می‌شود.

پلیمرهایی که به عنوان روان‌کننده عمل می‌کنند، خاصیت ماده فعال سطحی را نشان می‌دهند. اغلب این مواد آینومر هستند. آنها به عنوان پخش کننده عمل می‌کنند تا جداسازی ذرات (شن، ماسه‌های درشت و ریز) را به حداقل برسانند. ستون فقرات پلیمری با بار منفی روی ذرات کلوئیدی با بار مثبت جذب می‌شود. با این حال، مهندسان به‌طور کامل مکانیسم‌های کار خود را درک نمی‌کنند، که در موارد خاص، ناسازگاری سیمان و فوق روان‌کننده را در پی دارد.
- روان‌کننده
- متفرق کننده
- رئولوژی
- کارایی
- ماده فعال سطحی
- تجمع ذرات (فرایند معکوس)
- پپتیزاسیون
- تعلیق (شیمی)